# Jeunes MR
Jeunes MR is de jongerenorganisatie van de Mouvement Réformateur, een Belgische politieke partij. Jeunes MR is net als zijn Vlaamse tegenhanger Jong VLD lid van de International Federation of Liberal and Radical Youth (IFLRY), de wereldwijde liberale jongerenorganisatie en van de European Liberal Youth (LYMEC), de liberale jongerenorganisatie van Europa.
De huidige Jeunes MR-voorzitter is Gautier Calomne.